# Phare de Butler Flats
Le phare de Butler Flats (en anglais : Butler Flats Light) est un phare actif situé à l'avant port de New Bedford, à l'embouchure de Acushnet River (en), dans le comté de Bristol (État du Massachusetts).
Il est inscrit au Registre national des lieux historiques depuis le 15 juin 1987 .

## Histoire
Le phare de Butler Flats est situé à l’extérieur du port de New Bedford, au large de la côte est de Clark's Point, la péninsule la plus au sud de la ville. Le feu, situé plus au nord sur la rive ouest de la rivière Acushnet, était placé pour faciliter la navigation dans le port intérieur. Il s’agit d’un phare à caisson métallique reposant sur une fondation en béton posée sur le fond boueux du port. Au sommet du caisson se trouve une structure circulaire en brique, entourée d’un large pont de brouillard évasé au plus bas niveau. Une galerie découverte entoure la structure située au sommet de la section de briques, et une autre entoure la lanterne métallique plus petite. L'intérieur était traditionnellement divisé en quartiers d'habitation et de restauration (abritant sept membres d'équipage) et en espaces de bureau et de stockage. L'accès à la structure se fait par une échelle qui descend du pont de brouillard.
La lumière a été construite en 1898 et comprenait également un signal de brouillard. La lumière a été désactivée après l’achèvement de la barrière anti-ouragan de New Bedford. Le phare a été entièrement automatisé par la garde côtière américaine en 1978 et le signal de brouillard a été déplacé vers la digue. Après la campagne menée par les conservateurs locaux, la lumière a été confiée à la ville, qui l’utilise désormais comme une aide privée à la navigation. Le phare n’est pas ouvert au public. Il est devenu inactif depuis 2014.

## Description
Le phare  est une tour cylindrique en brique, avec une galerie et une lanterne de 16 m de haut, montée sur un caisson métallique immergé. La tour est peinte en blanc, la lanterne et le caisson est noire. Il émet, à une hauteur focale de 16 m, un éclat blanc par période de 4 secondes. Sa portée n'est pas connue.
Identifiant : ARLHS : USA-099 ; USCG : 1-16853 - Amirauté : J0498 .
|                  |
| Baie de Buzzards |

|          |
| Le phare |

### Lien connexe
- Liste des phares du Massachusetts